# Bartomeu Nadal Mesquida
Bartomeu Nadal Mesquida, conegut com a Tomeu Nadal (Manacor, 8 de febrer de 1989), és un futbolista professional mallorquí que juga com a porter al Club Deportivo Tenerife.

## Carrera de club
Nadal es va formar al planter del RCD Mallorca. Va debutar com a sènior amb el RCD Mallorca B el 2008, i s'hi va estar diverses temporades a Tercera Divisió i Segona Divisió B. Era també la tercera opció com a porter al primer equip a La Liga, després de Dudu Aouate i Miquel Àngel Moyà.
El 28 de juny de 2011, Nadal signà contracte per dos anys amb el Getafe CF, i fou assignat al Getafe CF B de Segona B. El 13 de juliol de 2013, va fitxar pel Gimnàstic de Tarragona de la mateixa categoria.
Suplent de Manolo Reina, Nadal va jugar poc durant la temporada 2013–14. El 21 de febrer de 2014, va ser suspès fins al juny després que hagués estat alineat irregularment en una victòria per 2–0 a casa contra el CE Atlètic Balears (que el Nàstic subsegüentment va perdre per 0–3 per decisió administrativa).
Nadal va signar un nou contracte amb el club català per dos anys, el 8 de juliol de 2014, però continuà essent suplent de Reina durant la temporada. El 9 de setembre de 2015, va debutar com a professional com a titular en un empat 2-2 contra el Girona FC en la segona ronda de la Copa del Rei, en què va aturar un penal en una tanda de penals que l'equip guanyà per 5–4.
El 27 de gener de 2016, Nadal es va desvincular del Gimnàstic. El 19 de febrer, va retornar al RCD Mallorca fins al 30 de juny.
El 4 de juliol de 2016, Nadal signà contracte amb l'Albacete Balompié, acabat de descendir a Segona B. Fou titular indiscutible durant la temporada, amb 43 partits, inclosos els play-off, en què l'equip va tornar a ascendir, al primer intent.
Nadal va debutar com a professional en lliga el 20 d'agost de 2017 a l'edat de 28 anys i sis mesos, mantenint la porteria a zero en un empat 0–0 a fora contra el Granada CF. El 29 d'octubre de 2018, va ampliar contracte amb els d'Albacete fins al juny de 2021.
El 5 d'agost de 2021, l'agent lliure Nadal va signar un contracte de dos anys amb el Reial Oviedo també a la segona divisió. El 30 de juny de 2023, es va traslladar a l'equip de la lliga CD Tenerife també amb un contracte de dos anys.